# Yamina Halata
Yamina Halata (ar. يمينة حلاطة; ur. 4 września 1991) – algierska judoczka.
Startowała w Pucharze Świata w 2018 i 2022. Piąta na igrzyskach śródziemnomorskich w 
2022 i siódma w 2018. Wicemistrzyni igrzysk afrykańskich w 2019, a także igrzysk solidarności islamskiej w 2021. Wygrała igrzyska panarabskie w 2023. Zdobyła pięć medali na mistrzostwach Afryki w latach 2019 - 2024.